# هیمیش کر
هیمیش کر (انگلیسی: Hamish Kerr؛ زادهٔ ۱۷ august ۱۹۹۶ (۲۸ سال)) ورزشکار پرش ارتفاع اهل نیوزیلند است.